# 庫尼耶
49°22′15″N 37°15′57″E / 49.37083°N 37.26583°E
库尼耶（羅馬化：Kunie）是位於烏克蘭東部的村莊，由哈爾科夫州伊久姆區的库尼耶市镇負責管轄。該村距離伊久姆25公里，始建於1692年，面積5平方公里，海拔高度118米，2001年人口953。